# Carroll County (Mississippi)
Carroll County is een county in de Amerikaanse staat Mississippi.
De county heeft een landoppervlakte van 1.626 km² en telt 10.769 inwoners (volkstelling 2000). De hoofdplaats is Carrollton.